# Allium
Genre
Classification APG III (2009)
Allium est un genre qui regroupe des plantes monocotylédones de la famille des Amaryllidacées (classé auparavant dans les Liliacées). Il comprend entre 260 et 690 espèces réparties principalement en Eurasie et en Amérique du Nord. C'est le seul genre comprenant des espèces alimentaires dans les Amaryllidacées.
Il s'agit d'un genre important dans l'alimentation humaine, qui comprend de nombreuses plantes alimentaires, condimentaires et aux vertus médicinales,.
C'est à ce genre qu'appartiennent le poireau, l'oignon, l'ail, l'échalote, la ciboule et la ciboulette.
En général, ce sont des plantes à bulbes. Certaines espèces présentent, en plus de la reproduction sexuée par graines, un mode de multiplication végétative par bulbilles au niveau de la souche ou bien des inflorescences.

## Caractéristiques du genre
Ce sont des plantes herbacées, vivaces, bulbeuses (les espèces cultivées le sont surtout pour leur bulbe), à feuilles simples radicales. Les fleurs forment en général une ombelle à l'extrémité d'une hampe nue. Avant l'éclosion, l'ombelle est entièrement recouverte d'une bractée membraneuse appelée spathe. Chaque fleur est constituée de six tépales (trois pétales et trois sépales pétaloïdes identiques). Elle comporte six étamines qui entourent un style émergeant de trois carpelles soudés. Le fruit est une capsule. 
L'odeur et le gout qui se dégage des Allium quand on les froisse ou qu'on les broie sont dus a une famille de précurseurs : les cystéines-sulfoxydes qui se transforment en sulfures volatils sous l'action d'une enzyme contenue dans les cellules, l'alliinase. Chaque espèce en contient plusieurs, et la variété de leurs combinaisons est la cause des différences de gouts et d'odeurs

## Étymologie
Le genre Allium tire son nom directement du nom latin de l'ail. Le mot pourrait aussi dériver du celtique all signifiant « brûlant, âcre » (telles les propriétés de l'ail).

## Taxonomie
La taxonomie précise du genre Allium est encore mal définie, les descriptions incorrectes étant répandues. Avec plus de 850 espèces réparties dans l'hémisphère nord. Allium est le seul genre des Allieae, l'une des quatre tribus de la sous-famille des Allioideae (Amaryllidaceae). De nouvelles espèces continuent d'être décrites et Allium est à la fois très variable et l'un des plus grands genres monocotylédones. Les difficultés proviennent du fait que le genre présente un polymorphisme considérable et s'est adapté à une grande diversité d'habitats.

## Liste d'espèces
Selon World Checklist of Selected Plant Families (WCSP) (3 juin 2010)
Pour les espèces les plus utilisées le nom vernaculaire est à la suite :
- Allium aaseae Ownbey (1950)
- Allium abramsii (Ownbey & Aase) McNeal (1992)
- Allium acidoides Stearn, Bull. Brit. Mus. (Nat. Hist.) (1960)
- Allium aciphyllum J.M.Xu (1980)
- Allium acuminatum Hook. (1838)
- Allium acutiflorum Loisel. (1809)
- Allium aegilicum Tzanoud. (2000)
- Allium affine Ledeb. (1852)
- Allium afghanicum Wendelbo (1966)
- Allium aflatunense B.Fedtsch. (1904)
- Allium agrigentinum Brullo & Pavone (2001 publ. 2002)
- Allium akaka S.G.Gmel. ex Schult. & Schult.f. (1830)
- Allium alabasicum Y.Z.Zhao (1992)
- Allium alaicum Vved. (1934)
- Allium albiflorum Omelczuk (1962)
- Allium albotunicatum O.Schwarz (1934)
- Allium albovianum Vved. (1935)
- Allium alexandrae Vved. (1924)
- Allium alexeianum Regel (1875)
- Allium alibile A.Rich. (1850)
- Allium alpinarii Özhatay & Kollmann (1983)
- Allium altaicum Pall. (1773)
- Allium altissimum Regel (1884)
- Allium altoatlanticum Seregin (2006)
- Allium altyncolicum N.Friesen (1987)
- Allium amethystinum Tausch (1828)
- Allium ampeloprasum L. (1753) ail à grosse tête
- Allium amphibolum Ledeb. (1830)
- Allium amplectens Torr., Pacif. Railr. Rep. Parke (1857)
- Allium anacoleum Hand.-Mazz. (1914)
- Allium anatolicum Özhatay & B.Mathew (1995)
- Allium anceps Kellogg (1863)
- Allium angulosum L. (1753)
- Allium anisopodium Ledeb. (1852)
- Allium anisotepalum Vved. (1934)
- Allium antalyense Eren, Çinbilgel & Parolly (2007)
- Allium antonii-bolosii P.Palau (1953)
- Allium anzalonei Brullo, Pavone & Salmeri (1997)
- Allium apolloniensis Biel, Kit Tan & Tzanoud. (2006)
- Allium apulum Brullo & al. (2001 publ. 2002)
- Allium archeotrichon Brullo, Pavone & Salmeri (1999)
- Allium arkitense R.M.Fritsch (2002)
- Allium arlgirdense Blakelock (1953)
- Allium armenum Boiss. & Kotschy (1882)
- Allium armerioides Boiss. (1846)
- Allium aroides Popov & Vved. (1934)
- Allium artemisietorum Eig & Feinbr., Palestine J. Bot. (1943)
- Allium asarense R.M.Fritsch & Matin (2001)
- Allium ascalonicum L. (1756) échalote
- Allium aschersonianum Barbey (1882)
- Allium asclepiadeum Bornm. (1917)
- Allium asirense B.Mathew (1995)
- Allium asperiflorum Miscz. ex Grossh. (1928)
- Allium assadii Seisums (2000)
- Allium atropurpureum Waldst. & Kit. (1800)
- Allium atrorubens S.Watson (1871)
- Allium atrosanguineum Schrenk (1842)
- Allium atroviolaceum Boiss. (1846)
- Allium aucheri Boiss. (1846)
- Allium auriculatum Kunth (1843)
- Allium austrokyushuense M.Hotta (1998)
- Allium austrosibiricum N.Friesen (1987)
- Allium autumnale P.H.Davis (1949)
- Allium autumniflorum F.O.Khass. & Akhani (2006 publ. 2007)
- Allium azaurenum Gomb. (1963)
- Allium azutavicum Kotukhov (2003)
- Allium backhousianum Regel (1885)
- Allium baekdusanense Y.N.Lee (2005)
- Allium baeticum Boiss. (1846)
- Allium bajtulinii Baitenov & I.I.Kamenetskaya (1990)
- Allium bakhtiaricum Regel (1875)
- Allium balansae Boiss. (1882)
- Allium baluchistanicum Wendelbo (1963)
- Allium barsczewskii Lipsky (1900)
- Allium barthianum Asch. & Schweinf. (1893)
- Allium bassitense J.Thiébaut (1948)
- Allium baytopiorum Kollmann & Özhatay (1983)
- Allium beesianum W.W.Sm. (1914)
- Allium bellulum Prokh. (1930)
- Allium bidentatum Fisch. ex Prokh. & Ikonn.-Gal. (1929)
- Allium bigelowii S.Watson (1871)
- Allium birkinshawii Mouterde (1970)
- Allium bisceptrum S.Watson (1871)
- Allium blandum Wall. (1832)
- Allium blomfieldianum Asch. & Schweinf. (1893)
- Allium boissieri Regel (1875)
- Allium bolanderi S.Watson (1879)
- Allium bornmuelleri Hayek (1925)
- Allium borszczowii Regel (1875)
- Allium botschantzevii Kamelin (1976)
- Allium bourgeaui Rech.f. (1936)
- Allium brachyodon Boiss. (1846)
- Allium brachyscapum Vved. (1932)
- Allium brachyspathum Brullo, Pavone & Salmeri (2001)
- Allium bracteolatum Wendelbo (1968)
- Allium brandegeei S.Watson (1882)
- Allium brevicaule Boiss. & Balansa (1859)
- Allium brevidens Vved. (1924)
- Allium brevidentatum F.Z.Li, Bull. Bot. Res. (1986)
- Allium brevidentiforme Vved. (1971)
- Allium brevipes Ledeb. (1852)
- Allium breviradium (Halácsy) Stearn (1978)
- Allium breviscapum Stapf, Denkschr. Kaiserl. Akad. Wiss. (1885)
- Allium brevistylum S.Watson (1871)
- Allium brulloi Salmeri (1998)
- Allium brussalisii Tzanoud. & Kypr. (2008)
- Allium bucharicum Regel (1884)
- Allium bungei Boiss. (1882)
- Allium burjaticum N.Friesen (1987)
- Allium burlewii Davidson (1916)
- Allium caeruleum Pall. (1773)
- Allium caesioides Wendelbo (1969)
- Allium caesium Schrenk (1844)
- Allium caespitosum Siev. ex Bong. & C.A. Mey. (1841)
- Allium calabrum (N.Terracc.) Brullo, Pavone & Salmeri (1994)
- Allium calamarophilon Phitos & Tzanoud. (1981)
- Allium callidyction C.A.Mey. ex Kunth (1843)
- Allium callimischon Link (1834)
- Allium calocephalum Wendelbo (1966)
- Allium calyptratum Boiss. (1854)
- Allium campanulatum S.Watson (1879)
- Allium canadense L. (1753)
- Allium candargyi Karavok. & Tzanoud. (1994 publ. 1995)
- Allium candolleanum Albov (1895)
- Allium capitellatum Boiss. (1846)
- Allium cappadocicum Boiss. & Balansa (1882)
- Allium caput-medusae Airy Shaw (1931)
- Allium cardiostemon Fisch. & C.A.Mey. (1840)
- Allium carinatum L. (1753)
- Allium carmeli Boiss. (1854)
- Allium caroli-henrici Wendelbo (1968)
- Allium carolinianum DC. (1804)
- Allium caspium (Pall.) M.Bieb. (1808)
- Allium cassium Boiss. (1854)
- Allium castellanense (Garbari, Miceli & Raimondo) Brullo & al. (2001 publ. 2002)
- Allium cathodicarpum Wendelbo (1966)
- Allium cepa L. (1753) oignon
- Allium cernuum Roth (1798)
- Allium chalcophengos Airy Shaw (1931)
- Allium chalkii Tzanoud. & Kollmann (1991 publ. 1990)
- Allium chamaemoly L. (1753)
- Allium chamaespathum Boiss. (1846)
- Allium chamarense M.M.Ivanova (1965)
- Allium changduense J.M.Xu (1980)
- Allium chelotum Wendelbo (1966)
- Allium chienchuanense J.M.Xu (1980)
- Allium chinense G.Don (1827) rakkyo
- Allium chitralicum F.T.Wang & Tang (1937)
- Allium chiwui F.T.Wang & Tang (1937)
- Allium chloranthum Boiss. (1854)
- Allium chloroneurum Boiss. (1882)
- Allium chodsha-bakirganicum Gaffarov & Turak. (1991)
- Allium choriotepalum Wendelbo (1969)
- Allium chrysantherum Boiss. & Reut. (1882)
- Allium chrysanthum Regel (1875)
- Allium chrysocephalum Regel (1887)
- Allium chrysonemum Stearn (1978)
- Allium circassicum Kolak. (1955)
- Allium circinatum Sieber (1823)
- Allium circumflexum Wendelbo (1966)
- Allium cisferganense R.M.Fritsch (2002)
- Allium clathratum Ledeb. (1830)
- Allium clausum Vved. (1971)
- Allium colchicifolium Boiss. (1859)
- Allium columbianum (Ownbey & Mingrone) P.M.Peterson, Annable & Rieseberg (1988)
- Allium commutatum Guss. (1855)
- Allium condensatum Turcz. (1854)
- Allium confragosum Vved. (1971)
- Allium consanguineum Kunth (1843)
- Allium constrictum (Mingrone & Ownbey) P.M.Peterson, Annable & Rieseberg (1988)
- Allium convallarioides Grossh. (1924)
- Allium x cornutum Clementi (1841) ciboule vivace
- Allium corsicum Jauzein & al. (2002)
- Allium coryi M.E.Jones (1930)
- Allium costatovaginatum Kamelin & Levichev (1986)
- Allium crameri Asch. & Boiss. (1882)
- Allium cratericola Eastw. (1934)
- Allium crenulatum Wiegand (1899)
- Allium crispum Greene (1888)
- Allium cristophii Trautv. (1884)
- Allium croaticum Bogdanovic, Brullo, Mitic & Salmeri (2008)
- Allium crystallinum Vved. (1934)
- Allium cucullatum Wendelbo (1959)
- Allium cupani Raf. (1810)
- Allium cupuliferum Regel (1875)
- Allium curtum Boiss. & Gaill. (1859)
- Allium cuthbertii Small (1903)
- Allium cyaneum Regel (1875)
- Allium cyathophorum Bureau & Franch. (1891)
- Allium cyprium Brullo, Pavone & Salmeri (1993)
- Allium cyrilli Ten. (1827)
- Allium czelghauricum Bordz. (1912)
- Allium daghestanicum Grossh. (1928)
- Allium damascenum Feinbrun, Palestine J. Bot. (1943)
- Allium daninianum Brullo, Pavone & Salmeri (1996)
- Allium darwasicum Regel (1881)
- Allium dasyphyllum Vved. (1925)
- Allium decaisnei C.Presl (1845)
- Allium deciduum Özhatay & Kollmann (1983)
- Allium decipiens Fisch. ex Schult. & Schult.f. (1830)
- Allium delicatulum Siev. ex Schult. & Schult.f. (1830)
- Allium deltoidefistulosum S.O.Yu, S.Lee & W.T.Lee (1981)
- Allium dentiferum Webb & Berthel. (1848)
- Allium dentigerum Prokh. (1930)
- Allium denudatum F.Delaroche (1812)
- Allium derderianum Regel (1875)
- Allium deserti-syriaci Feinbrun, Palestine J. Bot. (1943)
- Allium desertorum Forssk. (1775)
- Allium diabolense (Ownbey & Aase) McNeal (1992)
- Allium dichlamydeum Greene (1888)
- Allium dictuon H.St.John (1937)
- Allium dictyoprasum C.A.Mey. ex Kunth (1843)
- Allium dictyoscordum Vved. (1924)
- Allium dilatatum Zahar. (1977)
- Allium dinsmorei Rech.f., Ark. Bot., n.s. (1952)
- Allium diomedeum Brullo & al. (2001 publ. 2002)
- Allium dirphianum Brullo & al. (2003)
- Allium djimilense Boiss. ex Regel (1875)
- Allium dodecadontum Vved. (1971)
- Allium dodecanesi Karavok. & Tzanoud. (1994 publ. 1995)
- Allium dolichomischum Vved. (1971)
- Allium dolichostylum Vved. (1934)
- Allium douglasii Hook. (1838)
- Allium drepanophyllum Vved. (1934)
- Allium drobovii Vved. (1923)
- Allium drummondii Regel (1875)
- Allium drusorum Feinbrun, Palestine J. Bot. (1943)
- Allium dumetorum Feinbrun & Szel., Palestine J. Bot. (1948)
- Allium durangoense Traub (1968)
- Allium ebusitanum Font Quer (1924)
- Allium eduardii Stearn ex Airy Shaw (1946)
- Allium egorovae M.V.Agab. & Ogan. (2000)
- Allium eivissanum Garbari & Miceli (1987)
- Allium elburzense Wendelbo (1969)
- Allium eldivanense Özhatay (1986)
- Allium elegans Drobow (1917)
- Allium elegantulum Kitag. (1933 publ. 1935)
- Allium ellisii Hook.f. (1903)
- Allium elmaliense Deniz & Sümbül (2004)
- Allium elmendorfii M.E.Jones ex Ownbey (1950)
- Allium enginii Özhatay & B.Mathew (1995)
- Allium erdelii Zucc. (1843)
- Allium eremoprasum Vved. (1924)
- Allium ericetorum Thore (1803)
- Allium eriocoleum Vved. (1952)
- Allium ertugrulii Demir. & Uysal (2007 publ. 2008)
- Allium erubescens K.Koch (1849)
- Allium erythraeum Griseb. (1846)
- Allium esfandiarii Matin (1989)
- Allium euboicum Rech.f. (1961)
- Allium eugenii Vved. (1932)
- Allium eurotophilum Wiggins (1933)
- Allium eusperma Airy Shaw (1931)
- Allium exaltatum (Meikle) Brullo, Pavone, Salmeri & Venora (2004)
- Allium exile Boiss. & Orph. (1859)
- Allium falcifolium Hook. & Arn. (1840)
- Allium fanjingshanense C.D.Yang & G.Q.Gou (2008)
- Allium fantasmasense Traub (1968)
- Allium farctum Wendelbo (1967)
- Allium fasciculatum Rendle (1906)
- Allium favosum Zahar. (1975)
- Allium fedtschenkoi Nábelek (1929)
- Allium feinbergii Oppenh. (1940)
- Allium ferganicum Vved. (1924)
- Allium fethiyense Özhatay & B.Mathew (1995)
- Allium fetisowii Regel (1878)
- Allium fibriferum Wendelbo (1959)
- Allium fibrillum M.E.Jones ex Abrams (1922)
- Allium filidens Regel (1875)
- Allium filidentiforme Vved. (1952)
- Allium fimbriatum S.Watson (1879)
- Allium fistulosum L. (1753) ciboule
- Allium flavellum Vved. (1946)
- Allium flavescens Besser (1821)
- Allium flavidum Ledeb. (1830)
- Allium flavovirens Regel (1887)
- Allium flavum L. (1753)
- Allium flexuosum d'Urv. (1822)
- Allium forrestii Diels (1912)
- Allium franciniae Brullo & Pavone (1983)
- Allium fraseri (Ownbey) Shinners (1951)
- Allium frigidum Boiss. & Heldr. (1854)
- Allium fritschii F.O.Khass. & Yengal. (1997)
- Allium funckiifolium Hand.-Mazz., Anz. Akad. Wiss. Wien (1920)
- Allium fuscoviolaceum Fomin (1909)
- Allium fuscum Waldst. & Kit. (1807)
- Allium galanthum Kar. & Kir. (1842)
- Allium galileum Brullo, Guglielmo, Pavone & Salmeri (2008)
- Allium garbarii Peruzzi (2007)
- Allium geyeri S.Watson (1879)
- Allium giganteum Regel (1883)
- Allium gilgiticum F.T.Wang & Tang (1937)
- Allium gillii Wendelbo (1959)
- Allium glaciale Vved. (1934)
- Allium glandulosum Link & Otto (1828)
- Allium glomeratum Prokh. (1930)
- Allium glumaceum Boiss. & Hausskn. (1882)
- Allium goekyigitii Ekim, H.Duman & Güner (1999)
- Allium goloskokovii Vved. (1971)
- Allium gomphrenoides Boiss. & Heldr. (1846)
- Allium gooddingii Ownbey (1949)
- Allium gorumsense (Regel) Boiss. (1882)
- Allium goulimyi Tzanoud. (1983)
- Allium gracillimum Vved. (1946)
- Allium gramineum K.Koch (1849)
- Allium grande Lipsky (1894)
- Allium greuteri Brullo & Pavone (1983)
- Allium griffithianum Boiss. (1859)
- Allium grisellum J.M.Xu (1980)
- Allium grosii Font Quer (1924)
- Allium guanxianense J.M.Xu (1993)
- Allium guatemalense Traub (1968)
- Allium gubanovii Kamelin, Byull. Moskovsk. Obshch. Isp. Prir. (1980)
- Allium guicciardii Heldr. (1876)
- Allium gunibicum Miscz. ex Grossh. (1928)
- Allium gusaricum Regel (1887)
- Allium guttatum Steven (1809)
- Allium gypsaceum Popov & Vved. (1924)
- Allium gypsodictyum Vved. (1941)
- Allium haemanthoides Boiss. & Reut. ex Regel (1875)
- Allium haematochiton S.Watson (1879)
- Allium hamrinense Hand.-Mazz. (1914)
- Allium haneltii F.O.Khass. & R.M.Fritsch (1998)
- Allium hedgei Wendelbo (1966)
- Allium heldreichii Boiss. (1859)
- Allium helicophyllum Vved. (1934)
- Allium hemisphaericum (Sommier) Brullo (1988)
- Allium henryi C.H.Wright (1895)
- Allium herderianum Regel (1887)
- Allium hermoneum (Kollmann & Shmida) Brullo, Guglielmo, Pavone & Salmeri (2007)
- Allium heteronema F.T.Wang & Tang (1980)
- Allium hexaceras Vved. (1963)
- Allium hickmanii Eastw. (1903)
- Allium hierosolymorum Regel (1890)
- Allium hindukuschense Kamelin & Seisums (1996)
- Allium hintoniorum B.L.Turner (1993 publ. 1994)
- Allium hirtovaginatum Kunth (1843)
- Allium hirtovaginum Candargy (1897)
- Allium hissaricum Vved. (1963)
- Allium hoffmanii Ownbey (1972)
- Allium hollandicum R.M.Fritsch (1993)
- Allium hookeri Thwaites (1864)
- Allium hooshidaryae Mashayekhi, Zarre & R.M.Fritsch (2005)
- Allium horvatii Lovric (1971 publ. 1972)
- Allium howellii Eastw. (1938)
- Allium huber-morathii Kollmann, Özhatay & Koyuncu (1983)
- Allium humile Kunth (1843)
- Allium huntiae Traub (1968)
- Allium hyalinum Curran (1885)
- Allium hymenorhizum Ledeb. (1830)
- Allium hymettium Boiss. & Heldr. (1859)
- Allium hypsistum Stearn, Bull. Brit. Mus. (Nat. Hist.) (1960)
- Allium ilgazense Özhatay (1986)
- Allium iliense Regel (1868)
- Allium inaequale Janka (1860)
- Allium inconspicuum Vved. (1924)
- Allium incrustatum Vved. (1946)
- Allium inderiense Fisch. ex Bunge (1838)
- Allium inops Vved. (1924)
- Allium insubricum Boiss. & Reut. (1857)
- Allium insufficiens Vved. (1934)
- Allium integerrimum Zahar. (1977)
- Allium inutile Makino (1898)
- Allium ionandrum Wendelbo (1968)
- Allium ionicum Brullo & Tzanoud. (1994)
- Allium iranicum (Wendelbo) Wendelbo (1985)
- Allium isakulii R.M.Fritsch & F.O.Khass. (2000)
- Allium isauricum Hub.-Mor. & Wendelbo (1966)
- Allium isfairamicum B.Fedtsch. (1906)
- Allium ivasczenkoae Kotukhov (2003)
- Allium jacquemontii Kunth (1843)
- Allium jaxarticum Vved. (1971)
- Allium jepsonii (Ownbey & Aase) S.S.Denison & McNeal (1989)
- Allium jesdianum Boiss. & Buhse (1860)
- Allium jodanthum Vved. (1971)
- Allium joharchii F.O.Khass. & Memariani (2006 publ. 2007)
- Allium jubatum J.F.Macbr. (1918)
- Allium jucundum Vved. (1934)
- Allium juldusicola Regel (1879)
- Allium julianum Brullo, Gangale & Uzunov (2007)
- Allium junceum Sm. (1809)
- Allium karacae Koyuncu (1994)
- Allium karamanoglui Koyuncu & Kollmann (1978 publ. 1979)
- Allium karataviense Regel (1875)
- Allium karelinii Poljakov (1950)
- Allium karistanum Brullo, Pavone & Salmeri (1997)
- Allium karyeteini Post (1895)
- Allium kaschianum Regel (1887)
- Allium kastambulense Kollmann (1983)
- Allium kasteki Popov, Byull. Moskovsk. Obshch. Isp. Prir. (1938)
- Allium kazerouni Parsa (1949)
- Allium kermesinum Rchb. (1848)
- Allium kharputense Freyn & Sint. (1892)
- Allium kingdonii Stearn, Bull. Brit. Mus. (Nat. Hist.) (1960)
- Allium kirindicum Bornm. (1915)
- Allium koelzii (Wendelbo) Perss. & Wendelbo (1979)
- Allium koenigianum Grossh. (1928)
- Allium kokanicum Regel (1875)
- Allium kollmannianum Brullo, Pavone & Salmeri (1991)
- Allium komarowii Lipsky (1900)
- Allium kopetdagense Vved. (1932)
- Allium koreanum H.J.Choi & B.U.Oh (2004)
- Allium korolkowii Regel (1873)
- Allium kossoricum Fomin (1909)
- Allium kotschyi Boiss. (1846)
- Allium koyuncui H.Duman & Özhatay (2000 publ. 2001)
- Allium kuhsorkhense R.M.Fritsch & Joharchi (2006 publ. 2007)
- Allium kujukense Vved. (1923)
- Allium kunthianum Vved. (1935)
- Allium kuramense F.O.Khass. & N.V.Friesen (1998)
- Allium kurssanovii Popov, Byull. Moskovsk. Obshch. Isp. Prir. (1938)
- Allium kurtzianum Asch. & Sint. ex Kollmann (1983)
- Allium kysylkumi Kamelin (1980)
- Allium lachnophyllum Paine (1875)
- Allium lacunosum S.Watson (1879)
- Allium lagarophyllum Brullo, Pavone & Tzanoud. (1993)
- Allium lalesaricum Freyn & Bornm. (1900)
- Allium lamondiae Wendelbo (1967)
- Allium lasiophyllum Vved. (1934)
- Allium latifolium Jaub. & Spach (1844)
- Allium ledebourianum Schult. & Schult.f. (1830)
- Allium lefkarense Brullo, Pavone & Salmeri (1993)
- Allium lehmannianum Merckl. ex Bunge (1851)
- Allium lehmannii Lojac. (1909)
- Allium lemmonii S.Watson (1879)
- Allium lenkoranicum Miscz. ex Grossh. (1928)
- Allium leptomorphum Vved. (1952)
- Allium leucanthum K.Koch (1849)
- Allium leucocephalum Turcz. ex Ledeb. (1852)
- Allium leucosphaerum Aitch. & Baker, Trans. Linn. Soc. London (1886)
- Allium libani Boiss. (1854)
- Allium lilacinum Klotzsch (1862)
- Allium lineare L. (1753)
- Allium linearifolium H.J.Choi & B.U.Oh (2003)
- Allium lipskyanum Vved. (1971)
- Allium listera Stearn (1934)
- Allium litorale Konta, Bull. Natl. Sci. Mus. Tokyo (2005)
- Allium litvinovii Drobow ex Vved. (1971)
- Allium lojaconoi Brullo, Lanfr. & Pavone (1982)
- Allium longanum Pamp. (1912)
- Allium longicollum Wendelbo (1968)
- Allium longifolium (Kunth) Spreng. (1825)
- Allium longipapillatum R.M.Fritsch & Matin (2006 publ. 2007)
- Allium longiradiatum (Regel) Vved. (1923)
- Allium longisepalum Bertol. (1842)
- Allium longistylum Baker (1874)
- Allium longivaginatum Wendelbo (1966)
- Allium lopadusanum Bartolo, Brullo & Pavone (1986)
- Allium loratum Baker (1874)
- Allium lusitanicum Lam. (1783)
- Allium luteolum Halácsy (1904)
- Allium lutescens Vved. (1971)
- Allium lycaonicum Siehe ex Hayek (1914)
- Allium maackii (Maxim.) Prokh. ex Kom. (1931)
- Allium macedonicum Zahar. (1975)
- Allium machmelianum Post (1892)
- Allium macleanii Baker (1883)
- Allium macranthum Baker (1874)
- Allium macrochaetum Boiss. & Hausskn. (1882)
- Allium macropetalum Rydb. (1904)
- Allium macrostemon Bunge (1833)
- Allium macrostylum Regel (1879)
- Allium macrum S.Watson (1879)
- Allium madidum S.Watson (1879)
- Allium mairei H.Lév. (1909)
- Allium majus Vved. (1941)
- Allium malyschevii N.Friesen (1987)
- Allium maniaticum Brullo & Tzanoud. (1989)
- Allium mannii Traub & T.M.Howard (1968)
- Allium maowenense J.M.Xu (1994)
- Allium marathasicum Brullo, Pavone & Salmeri (1993)
- Allium mareoticum Bornm. & Gauba (1933)
- Allium margaritae B.Fedtsch. (1918)
- Allium margaritiferum Vved. (1971)
- Allium marginatum Janka (1884)
- Allium mariae Bordz. (1915)
- Allium marschalianum Vved. (1935)
- Allium massaessylum Batt. & Trab. (1892)
- Allium materculae Bordz. (1915)
- Allium maximowiczii Regel (1875)
- Allium megalobulbon Regel (1879)
- Allium melanantherum Pancic (1883)
- Allium melananthum Coincy (1895)
- Allium melitense (Sommier & Caruana ex Borg) Cif. & Giacom. (1950)
- Allium melliferum Traub (1972)
- Allium membranaceum Munz & Keck ex Ownbey (1972)
- Allium meteoricum Heldr. & Hausskn. (1904)
- Allium mexicanum Traub (1968)
- Allium michoacanum Traub (1968)
- Allium micranthum Wendelbo (1959)
- Allium microdictyon Prokh. (1929-1930 publ. 1930)
- Allium microspathum Ekberg (1969)
- Allium minutiflorum Regel (1875)
- Allium minutum Vved. (1934)
- Allium mirum Wendelbo (1959)
- Allium moly L. (1753)
- Allium monanthum Maxim. (1887)
- Allium mongolicum Regel (1875)
- Allium monophyllum Vved. ex Czerniak. (1930)
- Allium montelburzense R.M.Fritsch, Salmaki & Zarre (2006 publ. 2007)
- Allium montenegrinum Beck & Szyszyl
- Allium montibaicalense N.Friesen (1992)
- Allium monticola Davidson (1921)
- Allium moschatum L. (1753)
- Allium multibulbosum Jacq. (1773)
- Allium multiflorum Desf. (1798)
- Allium munzii (Ownbey & Aase) McNeal (1992)
- Allium myrianthum Boiss. (1844)
- Allium nanodes Airy Shaw (1931)
- Allium narcissiflorum Vill. (1779)
- Allium nathaliae Seregin (2004)
- Allium neapolitanum Cirillo (1788)
- Allium nebrodense Guss. (1827)
- Allium negevense Kollmann (1969)
- Allium nemrutdaghense Kit Tan & Sorger (1986)
- Allium neriniflorum (Herb.) G.Don (1855)
- Allium nevadense S.Watson (1871)
- Allium nevii S.Watson (1879)
- Allium nevsehirense Koyuncu & Kollmann (1978 publ. 1979)
- Allium nevskianum Vved. (1969)
- Allium nigrum L. (1762)
- Allium noeanum Reut. ex Regel (1875)
- Allium notabile Feinbrun, Palestine J. Bot. (1943)
- Allium nuristanicum Kitam. (1958)
- Allium nutans L. (1753)
- Allium obliquum L. (1753)
- Allium obtusiflorum DC. (1805)
- Allium obtusum Lemmon (1890)
- Allium ochotense Prokh. (1929-1930 publ. 1930)
- Allium oleraceum L. (1753)
- Allium oliganthum Kar. & Kir. (1841)
- Allium olivieri Boiss. (1882)
- Allium oltense Grossh. (1928)
- Allium olympicum Boiss. (1844)
- Allium omeiense Z.Y.Zhu, Bull. Bot. Res. (1989)
- Allium opacum Rech.f., Ark. Bot., n.s. (1950)
- Allium ophiophyllum Vved., Trudy Sredne-Aziatsk. Gosud. Univ., Ser. 8b (1928)
- Allium oporinanthum Brullo, Pavone & Salmeri (1997)
- Allium oreodictyum Vved. (1934)
- Allium oreophiloides Regel (1875)
- Allium oreophilum C.A.Mey. (1831)
- Allium oreoprasoides Vved. (1925)
- Allium oreoprasum Schrenk (1842)
- Allium oreoscordum Vved. (1924)
- Allium orientale Boiss. (1854)
- Allium orunbaii F.O.Khass. & R.M.Fritsch (2002)
- Allium oschaninii O.Fedtsch. (1906) échalote grise
- Allium ovalifolium Hand.-Mazz., Anz. Akad. Wiss. Wien (1923 publ. 1924)
- Allium ownbeyi Traub (1968)
- Allium paepalanthoides Airy Shaw (1931)
- Allium palentinum Losa & P.Monts. (1953)
- Allium pallasii Murray (1775)
- Allium pallens L. (1762)
- Allium pamiricum Wendelbo (1969)
- Allium pangasicum Turak. (1986)
- Allium paniculatum L., Syst. Nat. ed. 10 (1759)
- Allium panjaoense Wendelbo (1969)
- Allium papillare Boiss. (1854)
- Allium paradoxum (M.Bieb.) G.Don (1827)
- Allium parciflorum Viv., Fl. Cors. Prodr. (1825)
- Allium pardoi Loscos (1877)
- Allium parishii S.Watson (1882)
- Allium parnassicum (Boiss.) Halácsy (1904)
- Allium parryi S.Watson (1879)
- Allium parvulum Vved. (1934)
- Allium parvum Kellogg (1863)
- Allium passeyi N.H.Holmgren & A.H.Holmgren (1974)
- Allium pendulinum Ten. (1811)
- Allium peninsulare Lemmon ex Greene (1888)
- Allium pentadactyli Brullo, Pavone & G.Samp. (1989)
- Allium perdulce S.V.Fraser (1939)
- Allium permixtum Guss. (1827)
- Allium peroninianum Azn. (1897)
- Allium pervestitum Klokov (1950)
- Allium petraeum Kar. & Kir. (1842)
- Allium petri F.O.Khass. & R.M.Fritsch (2002)
- Allium pevtzovii Prokh. (1930)
- Allium phalereum Heldr. & Sart. (1876)
- Allium phanerantherum Boiss. & Hausskn. (1882)
- Allium phariense Rendle (1906)
- Allium phitosianum Brullo & al. (2003)
- Allium phrygium Boiss. & Balansa (1882)
- Allium phthioticum Boiss. & Heldr. (1882)
- Allium pictistamineum O.Schwarz (1934)
- Allium pilosum Sm. (1819)
- Allium platakisii Tzanoud. & Kypr. (1993)
- Allium platycaule S.Watson (1879)
- Allium platyspathum Schrenk (1841)
- Allium plummerae S.Watson (1882)
- Allium plurifoliatum Rendle (1906)
- Allium podolicum Blocki ex Racib. & Szafer (1919)
- Allium pogonotepalum Wendelbo (1966)
- Allium polyanthum Schult. & Schult.f. (1830) poireau des vignes
- Allium polyrhizum Turcz. ex Regel (1875)
- Allium ponticum Miscz. ex Grossh. (1928)
- Allium popovii Vved. (1923)
- Allium porrum Poireau cultivé (cultivar d'Allium ampeloprasum
- Allium potosiense Traub (1969)
- Allium praecox Brandegee (1906)
- Allium praemixtum Vved. (1946)
- Allium prattii C.H.Wright, J. Linn. Soc. (1903)
- Allium proliferum (Moench) Schrad. ex Wild ciboule hybride
- Allium proponticum Stearn & Özhatay (1977)
- Allium prostratum Trevir. (1822)
- Allium protensum Wendelbo (1968)
- Allium pruinatum Link ex Spreng. (1825)
- Allium przewalskianum Regel (1875)
- Allium psebaicum Mikheev (2004)
- Allium pseudoalbidum N.Friesen & Özhatay (1998)
- Allium pseudoampeloprasum Miscz. ex Grossh. (1928)
- Allium pseudobodeanum R.M.Fritsch & Matin (2002)
- Allium pseudocalyptratum Mouterde (1953)
- Allium pseudoflavum Vved. (1934)
- Allium pseudophanerantherum Rech.f., Ark. Bot., n.s. (1952)
- Allium pseudostamineum Kollmann & Shmida (1977)
- Allium pseudostrictum Albov (1895)
- Allium pseudowinklerianum R.M.Fritsch & F.O.Khass. (2000)
- Allium pskemense B.Fedtsch. (1905)
- Allium pueblanum Traub (1968)
- Allium pumilum Vved. (1934)
- Allium punctum L.F.Hend. (1930)
- Allium pustulosum Boiss. & Hausskn. (1882)
- Allium pyrenaicum Costa & Vayr. (1877)
- Allium qasyunense Mouterde (1953)
- Allium ramazanicum Parsa (1949)
- Allium ramosum L. (1753)
- Allium rausii Brullo & al. (2003)
- Allium rechingeri Wendelbo (1966)
- Allium reconditum Pastor, Valdés & J.M.Muñoz (1983)
- Allium regelianum Beck (1880)
- Allium regelii Trautv. (1884)
- Allium registanicum Wendelbo (1969)
- Allium retrorsum (Özhatay & Kollmann) Brullo, Guglielmo, Pavone & Salmeri (2007)
- Allium reuterianum Boiss. (1844)
- Allium rhabdotum Stearn, Bull. Brit. Mus. (Nat. Hist.) (1960)
- Allium rhetoreanum Nábelek (1929)
- Allium rhizomatum Wooton & Standl. (1913)
- Allium rhodiacum Brullo, Pavone & Salmeri (1992)
- Allium rhodopeum Velen., Sitzungsber. Königl. Böhm. Ges. Wiss. (1890)
- Allium rhynchogynum Diels (1912)
- Allium ritsi Iatroú & Tzanoud. (1995)
- Allium robertianum Kollmann (1983)
- Allium robinsonii L.F.Hend. (1930)
- Allium roborowskianum Regel (1887)
- Allium robustum Kar. & Kir. (1841)
- Allium rollovii Grossh. (1928)
- Allium rosenbachianum Regel (1884)
- Allium rosenorum R.M.Fritsch (1994)
- Allium roseum L. (1753)
- Allium rothii Zucc. (1843)
- Allium rotundum L. (1762)
- Allium rouyi Gaut. (1898)
- Allium roylei Stearn (1947)
- Allium rubellum M.Bieb. (1808)
- Allium rubens Schrad. ex Willd. (1809)
- Allium rubrovittatum Boiss. & Heldr. (1854)
- Allium rude J.M.Xu (1980)
- Allium ruhmerianum Asch. ex E.A.Durand & Barratte (1910)
- Allium runemarkii Trigas & Tzanoud. (2000)
- Allium runyonii Ownbey (1950)
- Allium rupestre Steven (1812)
- Allium rupestristepposum N.Friesen (1992)
- Allium rupicola Boiss. ex Mouterde (1966)
- Allium sabulosum Steven ex Bunge (1838)
- Allium sabzakense Wendelbo (1971)
- Allium sacculiferum Maxim. (1859)
- Allium sairamense Regel (1879)
- Allium salinum A.I.Baranov & Skvortsov (1965)
- Allium samothracicum Tzanoud., Strid & Kit Tan, Portugaliae Act. Biol., Sér. B (2000)
- Allium samurense Cholokashvili (1967)
- Allium sanbornii Alph.Wood (1868)
- Allium sandrasicum Kollmann, Özhatay & Bothmer (1983)
- Allium sannineum Gomb. (1937 publ. 1938)
- Allium saposhnikovii Nikitina (1962)
- Allium sarawschanicum Regel (1875)
- Allium sativum L. (1753) ail cultivé
- Allium savii Parl. (1852)
- Allium saxatile M.Bieb. (1798)
- Allium scaberrimum M.Serres (1857)
- Allium scabriflorum Boiss. (1844)
- Allium scabriscapum Boiss. (1854)
- Allium schachimardanicum Vved. (1971)
- Allium schergianum Boiss. (1882)
- Allium schischkinii Sobolevsk (1949)
- Allium schmitzii Cout. (1896)
- Allium schoenoprasoides Regel (1878)
- Allium schoenoprasum L. (1753) ciboulette
- Allium schrenkii Regel (1875)
- Allium schubertii Zucc. (1843)
- Allium schugnanicum Vved. (1946)
- Allium scilloides Douglas ex S.Watson (1879)
- Allium scorodoprasum L. (1753) rocambolr
- Allium scorzonerifolium Desf. ex DC. (1804)
- Allium scotostemon Wendelbo (1966)
- Allium scrobiculatum Vved. (1923)
- Allium semenovii Regel (1868)
- Allium senescens L. (1753) ail des montagnes
- Allium sergii Vved. (1934)
- Allium serra McNeal & Ownbey (1977)
- Allium setifolium Schrenk (1841)
- Allium severtzovioides R.M.Fritsch (1994)
- Allium sewerzowii Regel (1868)
- Allium sharsmithiae (Ownbey & Aase) McNeal (1992)
- Allium shatakiense Rech.f. (1939)
- Allium shelkovnikovii Grossh. (1927)
- Allium shevockii McNeal (1987)
- Allium sibthorpianum Schult. & Schult.f. (1830)
- Allium siculum Ucria (1793)
- Allium sieheanum Hausskn. ex Kollmann (1983)
- Allium sikkimense Baker (1874)
- Allium simillimum L.F.Hend. (1900)
- Allium sinaiticum Boiss. (1854)
- Allium sindjarense Boiss. & Hausskn. ex Regel (1875)
- Allium sinkiangense F.T.Wang & Y.C.Tang (1980)
- Allium sintenisii Freyn (1892)
- Allium siphonanthum J.M.Xu (1980)
- Allium sipyleum Boiss. (1844)
- Allium siskiyouense Munz & Keck ex Ownbey (1972)
- Allium sivasicum Özhatay & Kollmann (1983)
- Allium sochense R.M.Fritsch & Turak. (2002)
- Allium songpanicum J.M.Xu (1980)
- Allium sordidiflorum Vved. (1946)
- Allium sosnovskyanum Miscz. ex Grossh. (1928)
- Allium spathaceum Steud. ex A.Rich. (1850)
- Allium spathulatum F.O.Khass. & R.M.Fritsch (1998)
- Allium speculae Ownbey & Aase (1959)
- Allium sphaerocephalon L. (1753)
- Allium spicatum (Prain) N.Friesen (2000)
- Allium spirale Willd., Enum. Pl. (1814)
- Allium spirophyllum Wendelbo (1966)
- Allium splendens Willd. ex Schult. & Schult.f. (1830)
- Allium sprengeri Regel (1889)
- Allium spurium G.Don (1827)
- Allium stamineum Boiss. (1859)
- Allium staticiforme Sm. (1809)
- Allium stearnianum Koyuncu, Özhatay & Kollmann (1983)
- Allium stellatum Nutt. ex Ker Gawl. (1813)
- Allium stellerianum Willd. (1799)
- Allium stenodon Nakai & Kitag. (1933 publ. 1934)
- Allium stenopetalum Boiss. & Kotschy (1882)
- Allium stephanophorum Vved. (1924)
- Allium stipitatum Regel (1881)
- Allium stocksianum Boiss. (1859)
- Allium stoloniferum Ownbey ex T.D.Jacobson (1979)
- Allium stracheyi Baker (1874)
- Allium strictum Schrad. (1809)
- Allium struzlianum Ogan. (1999)
- Allium stylosum O.Schwarz (1934)
- Allium suaveolens Jacq. (1789)
- Allium subangulatum Regel (1887)
- Allium subhirsutum L. (1753)
- Allium subnotabile Wendelbo (1969)
- Allium subteretifolium Traub (1968)
- Allium subtilissimum Ledeb. (1830)
- Allium subvillosum Salzm. ex Schult. & Schult.f. (1830)
- Allium sulphureum Vved. (1946)
- Allium suworowii Regel (1881)
- Allium svetlanae Vved. ex Filim. (1982)
- Allium synnotii G.Don (1827)
- Allium szovitsii Regel (1875)
- Allium taciturnum Vved. (1971)
- Allium taeniopetalum Popov & Vved. (1934)
- Allium taishanense J.M.Xu (1980)
- Allium talassicum Regel (1878)
- Allium talijevii Klokov (1950)
- Allium talyschense Miscz. ex Grossh. (1928)
- Allium tanguticum Regel (1887)
- Allium tardans Greuter & Zahar. (1975)
- Allium tardiflorum F.Kollmann & Shmida (1990 publ. 1991)
- Allium tashkenticum F.O.Khass. & R.M.Fritsch (1994)
- Allium tauricola Boiss. (1859)
- Allium tchihatschewii Boiss. (1860)
- Allium tekesicola Regel (1887)
- Allium tel-avivense Eig (1931)
- Allium telaponense Traub (1968)
- Allium tenuicaule Regel (1887)
- Allium tenuiflorum Ten. (1811)
- Allium tenuissimum L. (1753)
- Allium teretifolium Regel (1878)
- Allium texanum T.M.Howard (1990 publ. 1991)
- Allium textile A.Nelson & J.F.Macbr. (1913)
- Allium thessalicum Brullo & al. (1994)
- Allium thunbergii G.Don (1827)
- Allium tianschanicum Rupr., Mém. Acad. Imp. Sci. Saint-Pétersbourg, Sér. 6, Sci. Math. (1869)
- Allium togashii H.Hara (1953)
- Allium tokaliense Kamelin & Levichev (1986)
- Allium tolmiei Baker (1876)
- Allium tourneuxii Chabert (1889)
- Allium trachycoleum Wendelbo (1969)
- Allium trachyscordum Vved. (1925)
- Allium transvestiens Vved. (1935)
- Allium traubii T.M.Howard (1967)
- Allium trautvetterianum Regel (1884)
- Allium tribracteatum Torr., Pacif. Railr. Rep. Parke (1857)
- Allium trichocnemis J.Gay, Ann. Sci. Nat. (1847)
- Allium tricoccum Sol. (1789)
- Allium trifoliatum Cirillo (1792)
- Allium trifurcatum (F.T.Wang & Tang) J.M.Xu (1991)
- Allium tripedale Trautv. (1873)
- Allium tripterum Nasir (1975)
- Allium triquetrum L. (1753)
- Allium truncatum (Feinbrun) F.Kollmann & D.Zohary (1986)
- Allium tschimganicum B.Fedtsch. (1923)
- Allium tschulaktavicum Bajtenov & Nelina, Izv. Natsion. Akad. Nauk Resp. Kazakhstan (1993 publ. 1994)
- Allium tubergenii Freyn (1900)
- Allium tuberosum Rottler ex Spreng. (1825) ciboule de Chine, ciboulette chinoise
- Allium tubiflorum Rendle (1906)
- Allium tuchalense F.O.Khass. & Noroozi (2006 publ. 2007)
- Allium tulipifolium Ledeb. (1830)
- Allium tuncelianum (Kollmann) Özhatay, B.Mathew & Siraneci (1995)
- Allium tuolumnense (Ownbey & Aase) S.S.Denison & McNeal (1989)
- Allium turcicum Özhatay & Cowley (1994)
- Allium turcomanicum Regel (1887)
- Allium turkestanicum Regel (1875)
- Allium turtschicum Regel (1879)
- Allium tuvinicum (N.Friesen) N.Friesen (1987)
- Allium tytthanthum Vved. (1934)
- Allium tytthocephalum Schult. & Schult.f. (1830)
- Allium ubsicola Regel (1887)
- Allium umbilicatum Boiss. (1859)
- Allium unifolium Kellogg (1863)
- Allium urmiense Kamelin & Seisums (1996)
- Allium ursinum L. (1753) ail des ours
- Allium valdesianum Brullo, Pavone & Salmeri (1996)
- Allium valentinae Pavlov (1953)
- Allium validum S.Watson (1871)
- Allium variegatum Boiss. (1846)
- Allium vasilevskajae Ogan. (2000)
- Allium vavilovii Popov & Vved. (1932)
- Allium verticillatum Regel (1875)
- Allium vescum Wendelbo (1966)
- Allium victorialis L. (1753)
- Allium victoris Vved. (1971)
- Allium vineale L. (1753) ail des vignes
- Allium vinicolor Wendelbo (1973)
- Allium virgunculae Maek. & Kitam. (1952)
- Allium viridiflorum Pobed. (1949)
- Allium viridulum Ledeb. (1830)
- Allium vodopjanovae N.Friesen (1985)
- Allium vvedenskyanum Pavlov (1949)
- Allium wallichii Kunth (1843)
- Allium warzobicum Kamelin (1980)
- Allium weissii Boiss. (1882)
- Allium wendelboanum Kollmann (1983)
- Allium wendelboi Matin (1989)
- Allium weschniakowii Regel (1879)
- Allium wiedemannianum Regel (1875)
- Allium willeanum Holmboe (1914)
- Allium winklerianum Regel (1884)
- Allium woronowii Miscz. ex Grossh. (1928)
- Allium xiangchengense J.M.Xu (1993)
- Allium xichuanense J.M.Xu (1980)
- Allium xiphopetalum Aitch. & Baker, Trans. Linn. Soc. London (1888)
- Allium yanchiense J.M.Xu (1980)
- Allium yongdengense J.M.Xu (1980)
- Allium yosemitense Eastw. (1934)
- Allium yuanum F.T.Wang & Tang (1937)
- Allium zaissanicum Kotukhov (2003)
- Allium zaprjagajevii Kasach (1973)
- Allium zebdanense Boiss. & Noë (1859)
- Allium zergericum F.O.Khass. & R.M.Fritsch (1994)

## Galerie

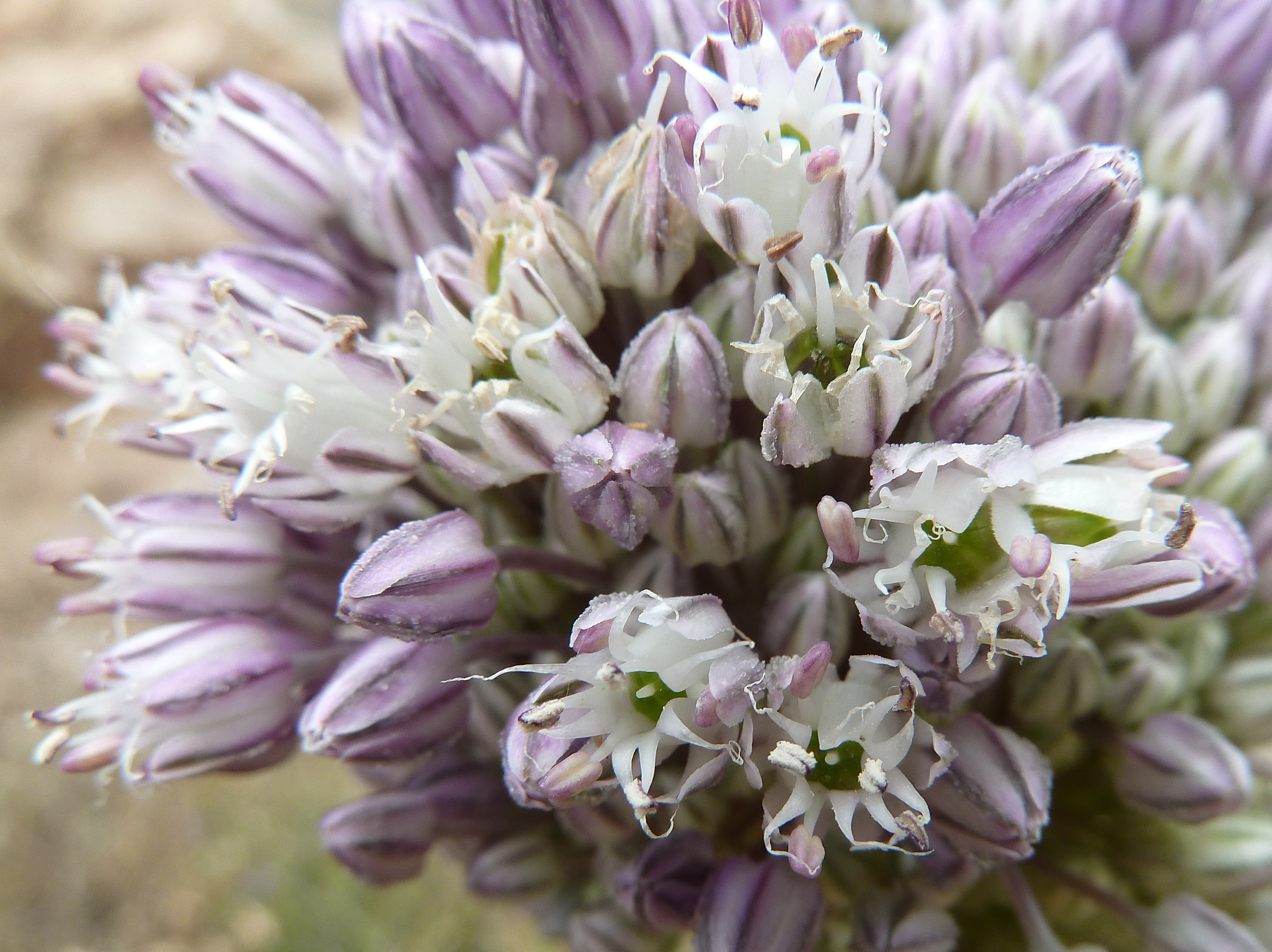
Allium ampeloprasum
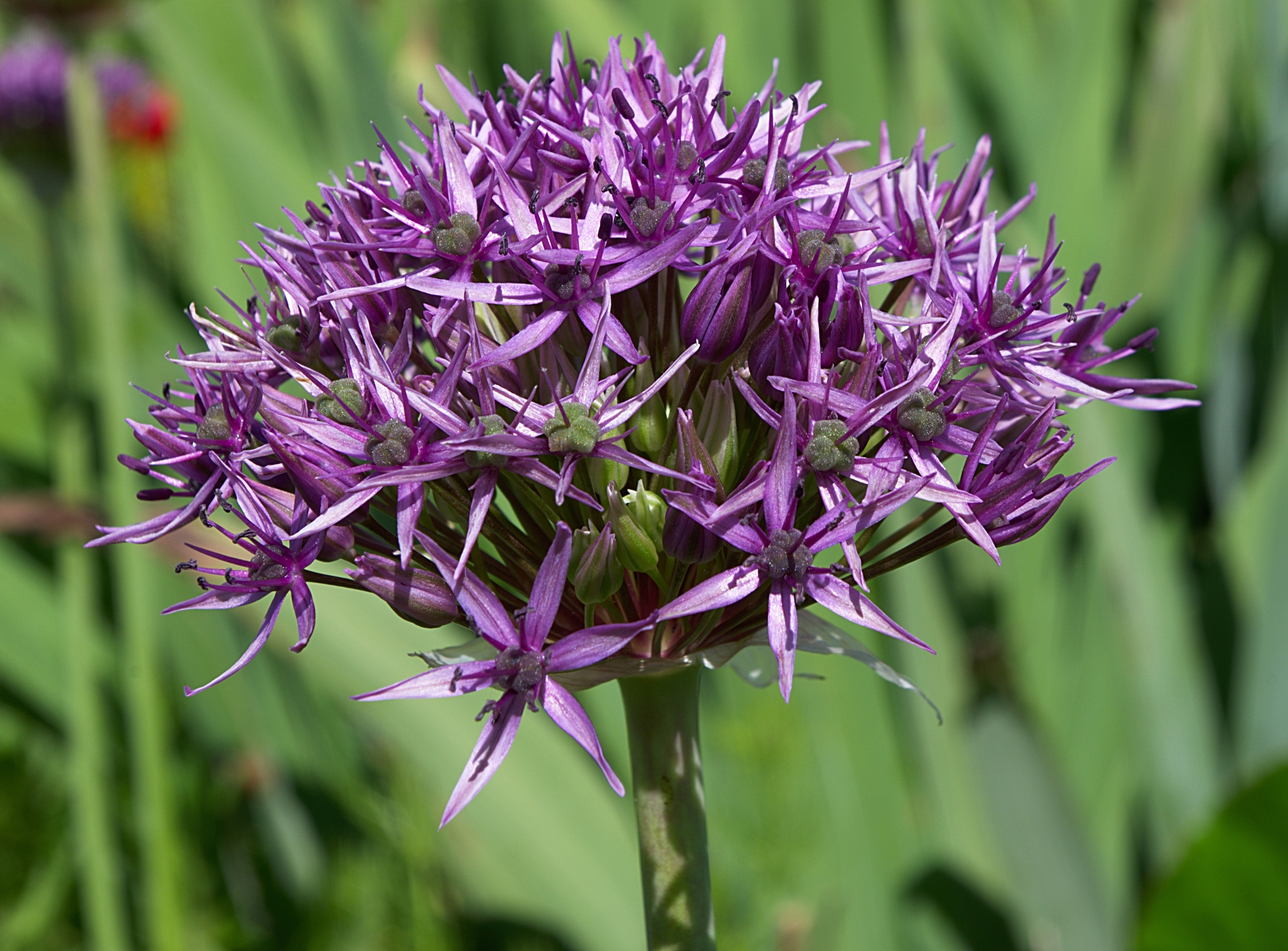
Allium atropurpureum
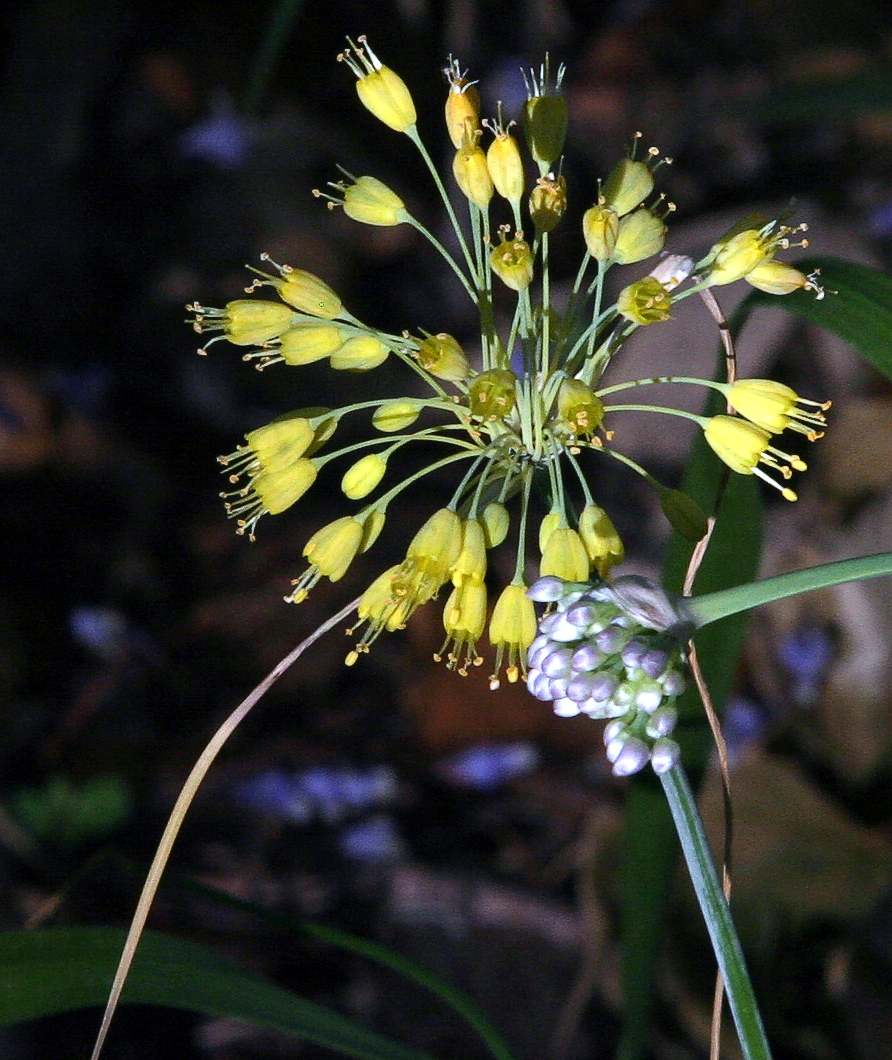
Allium flavum (jaune) et Allium carinatum (violet)
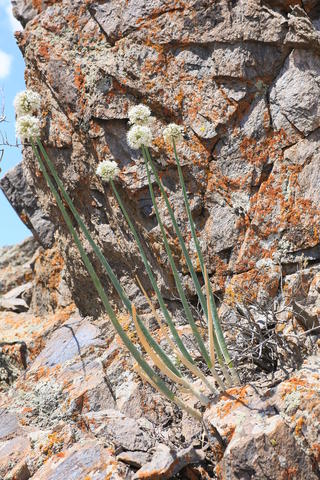
Allium galanthum
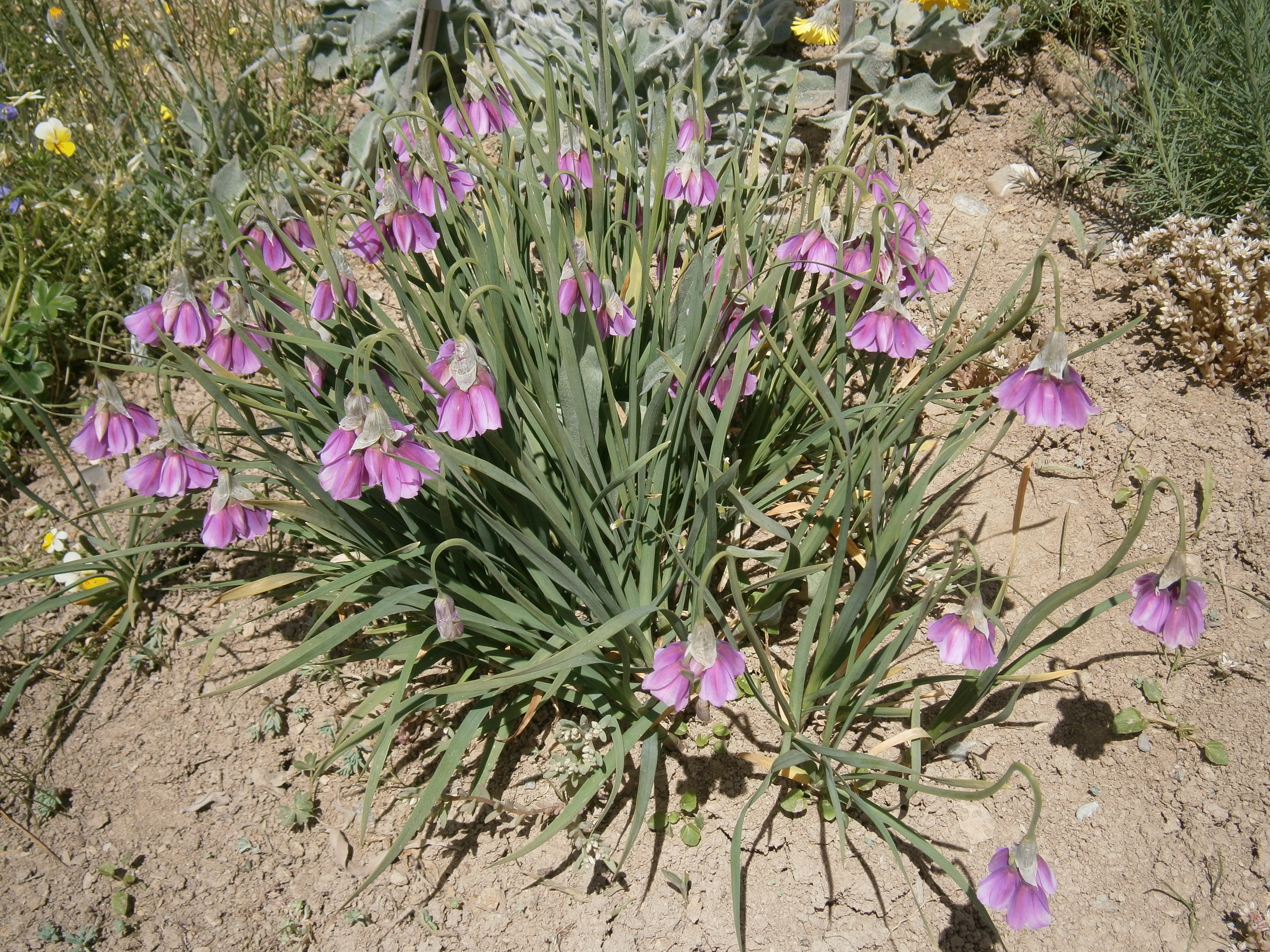
Allium insubricum
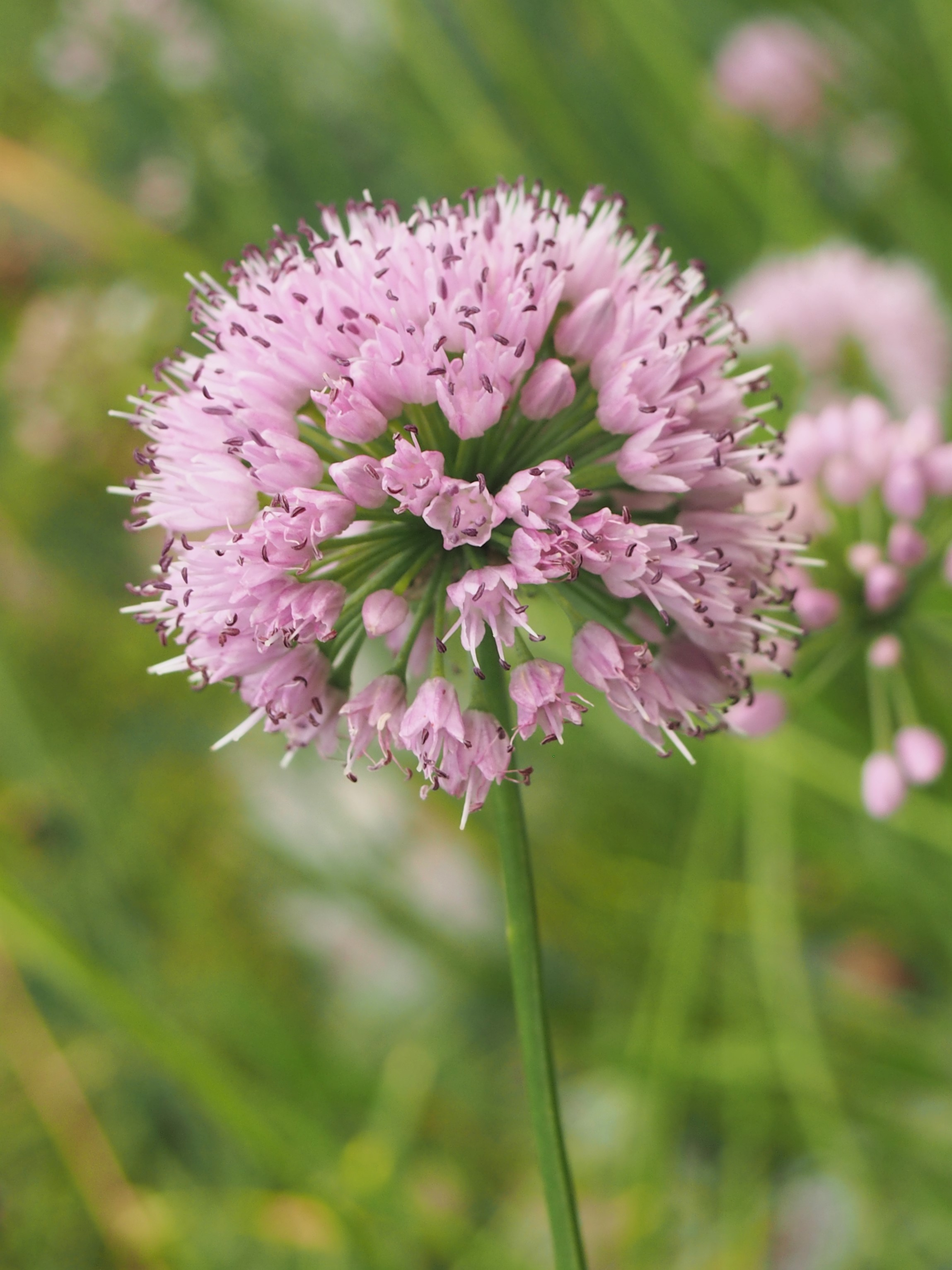
Allium lusitanicum
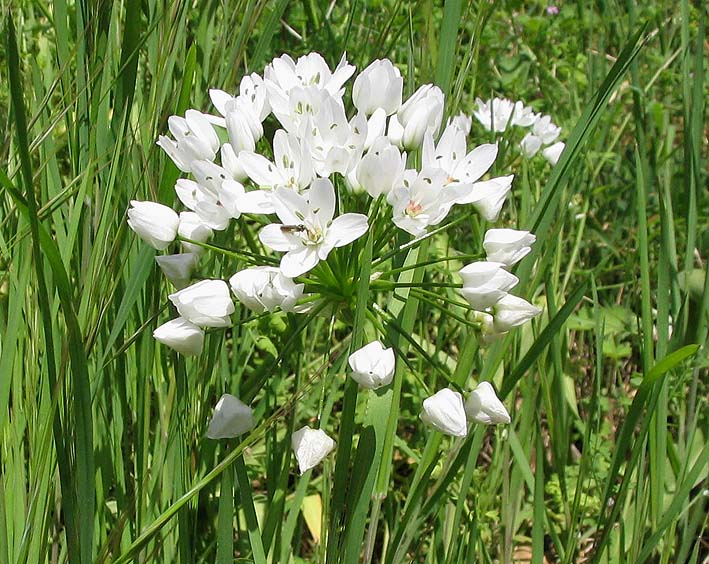
Allium neapolitanum
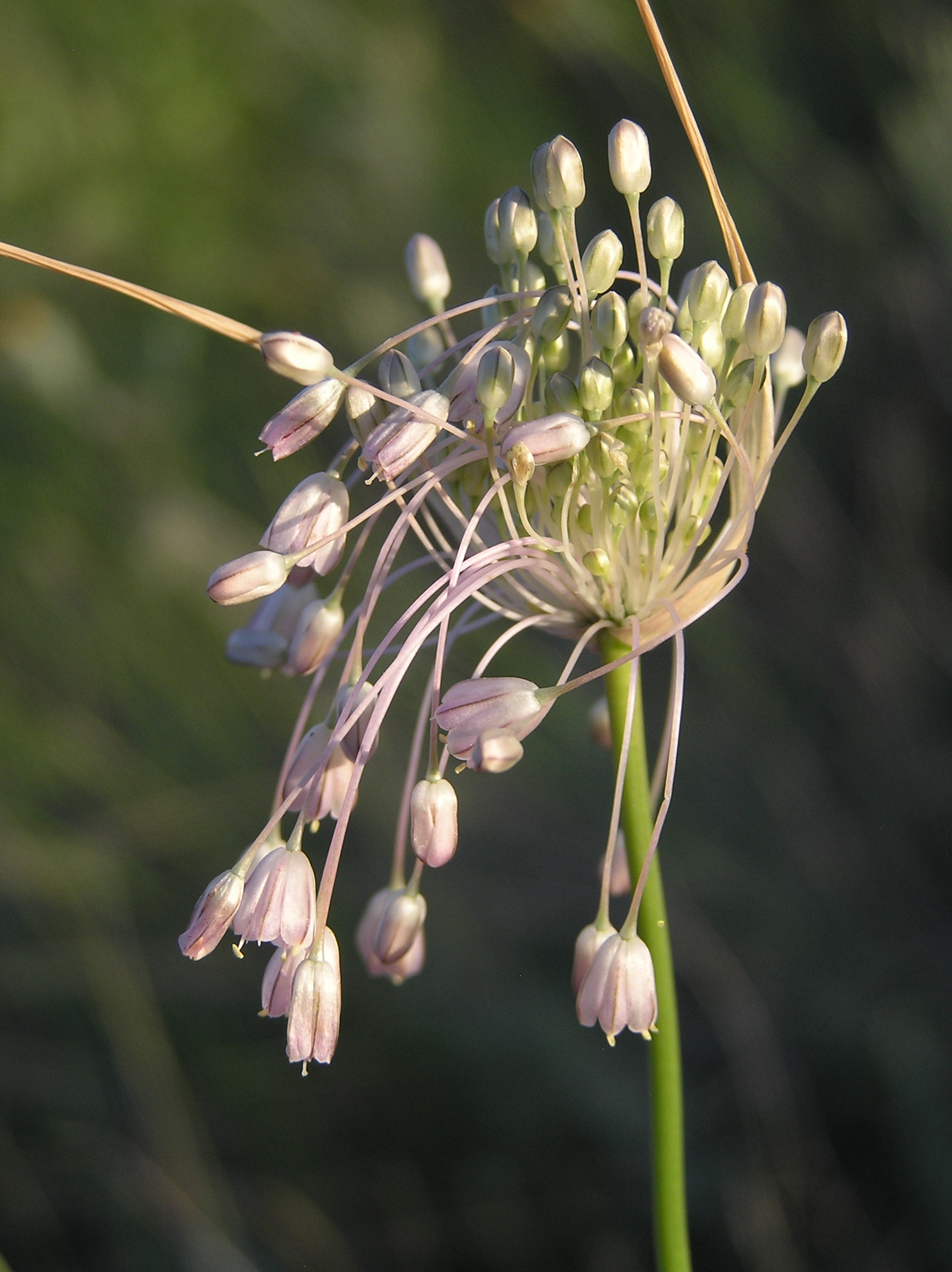
Allium paniculatum
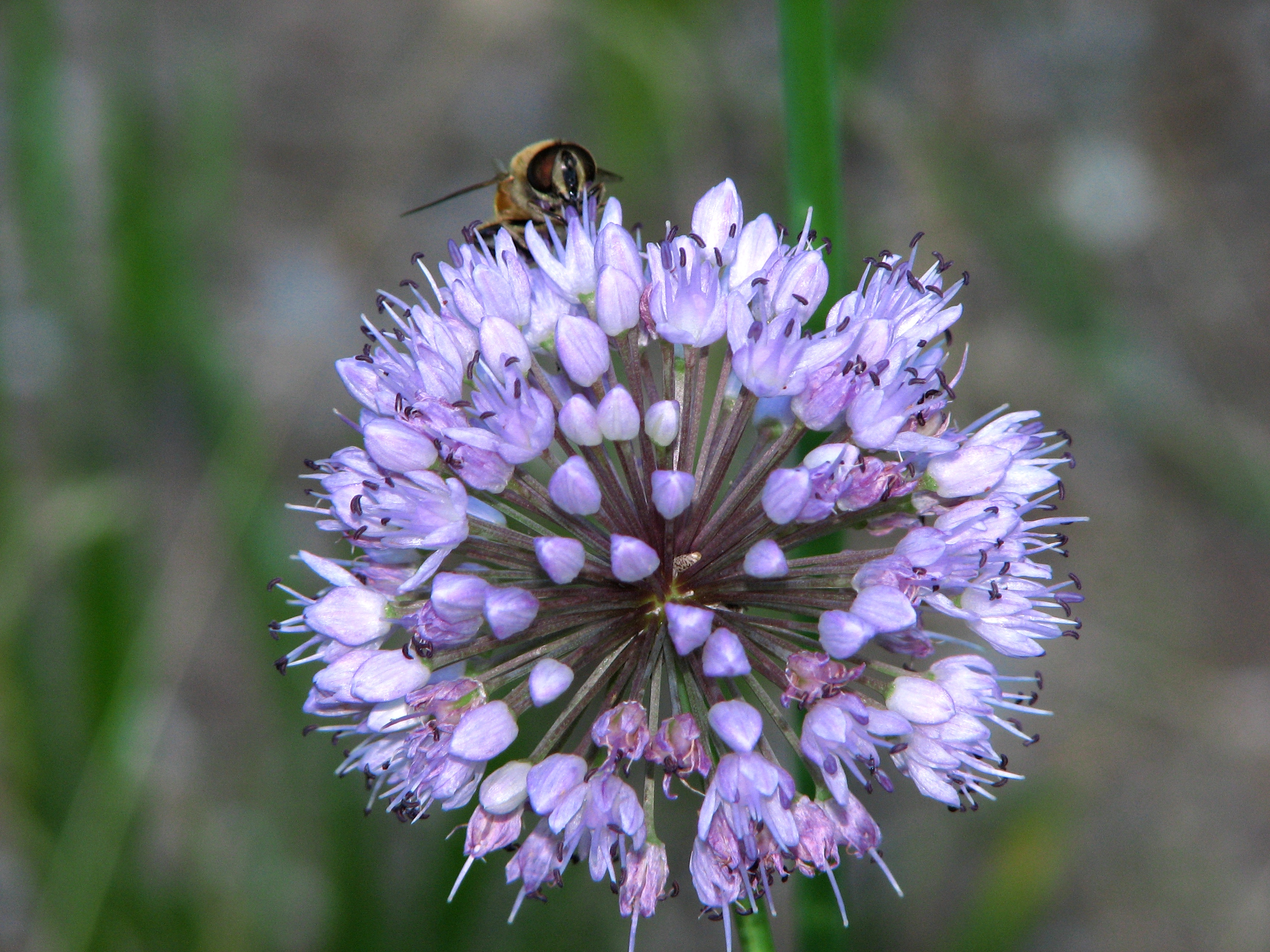
Allium senescens
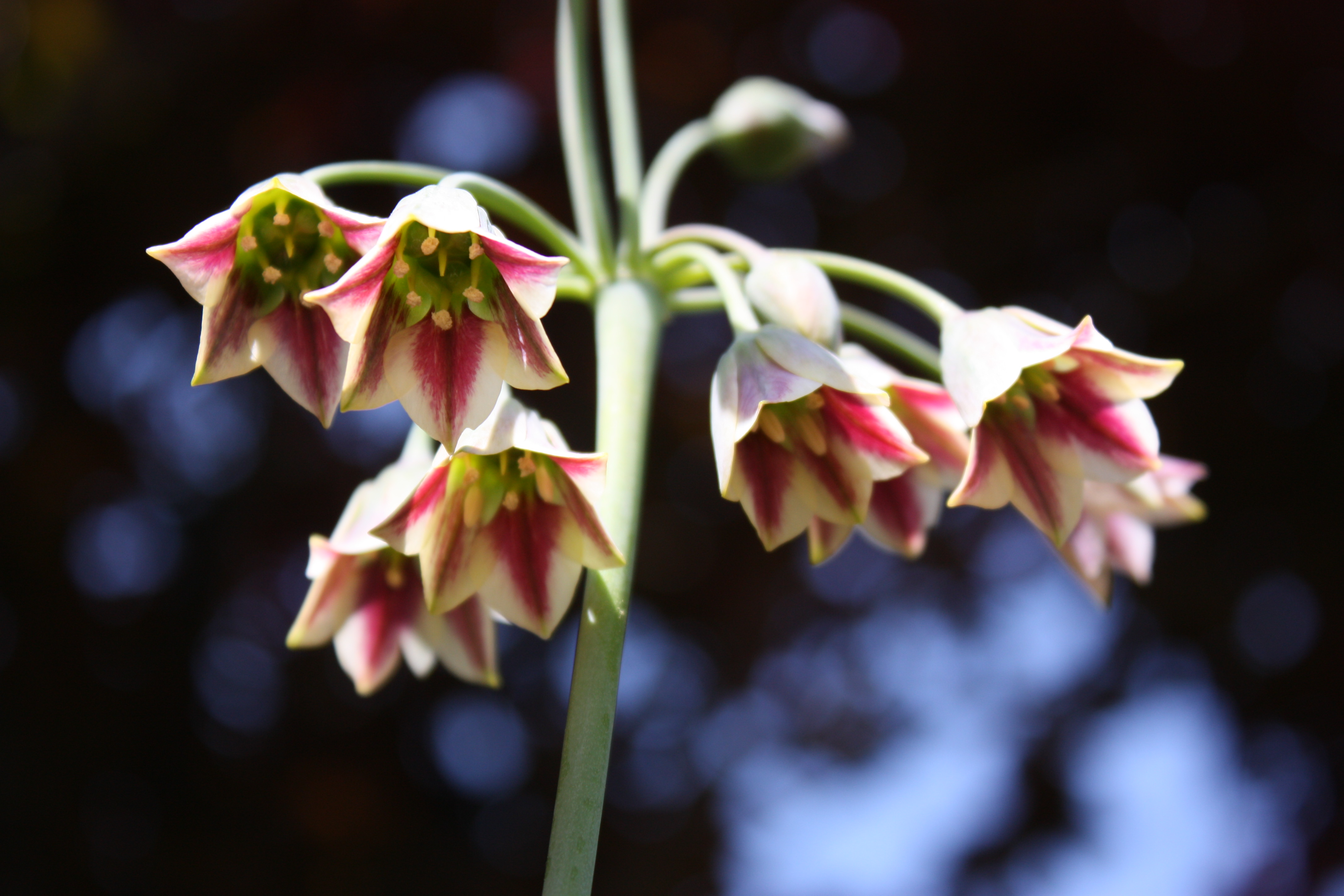
Allium siculum
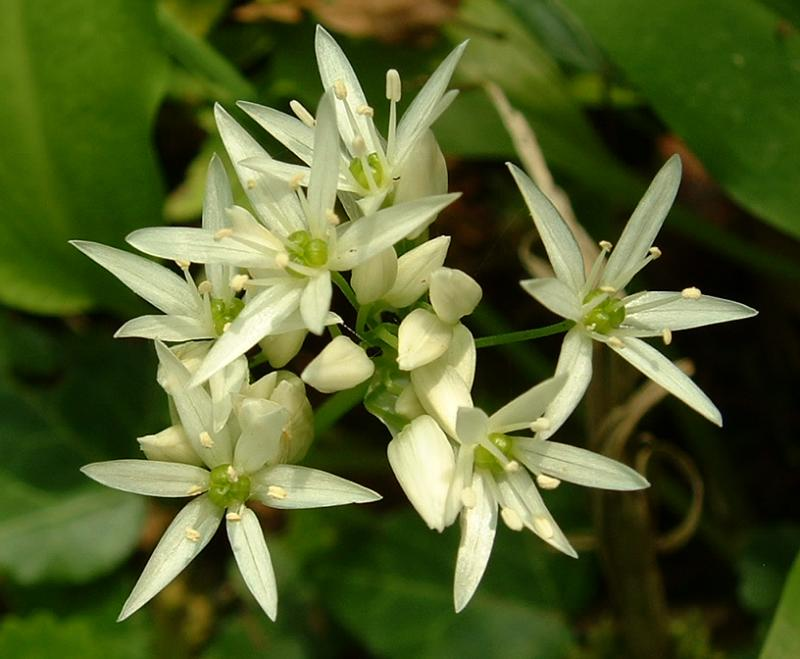
Allium ursinum
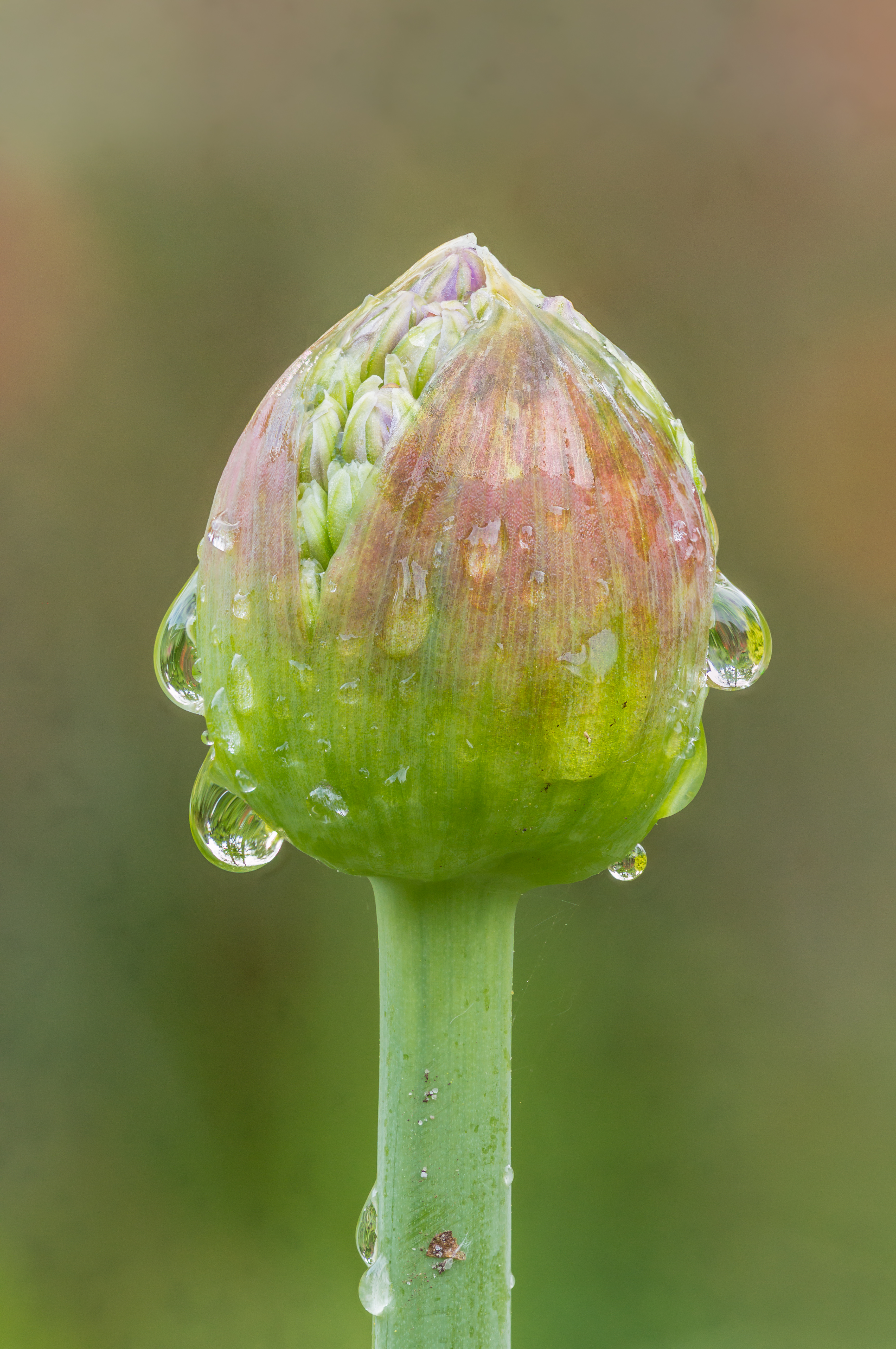
Bouton de fleur d'un allium ornemental.
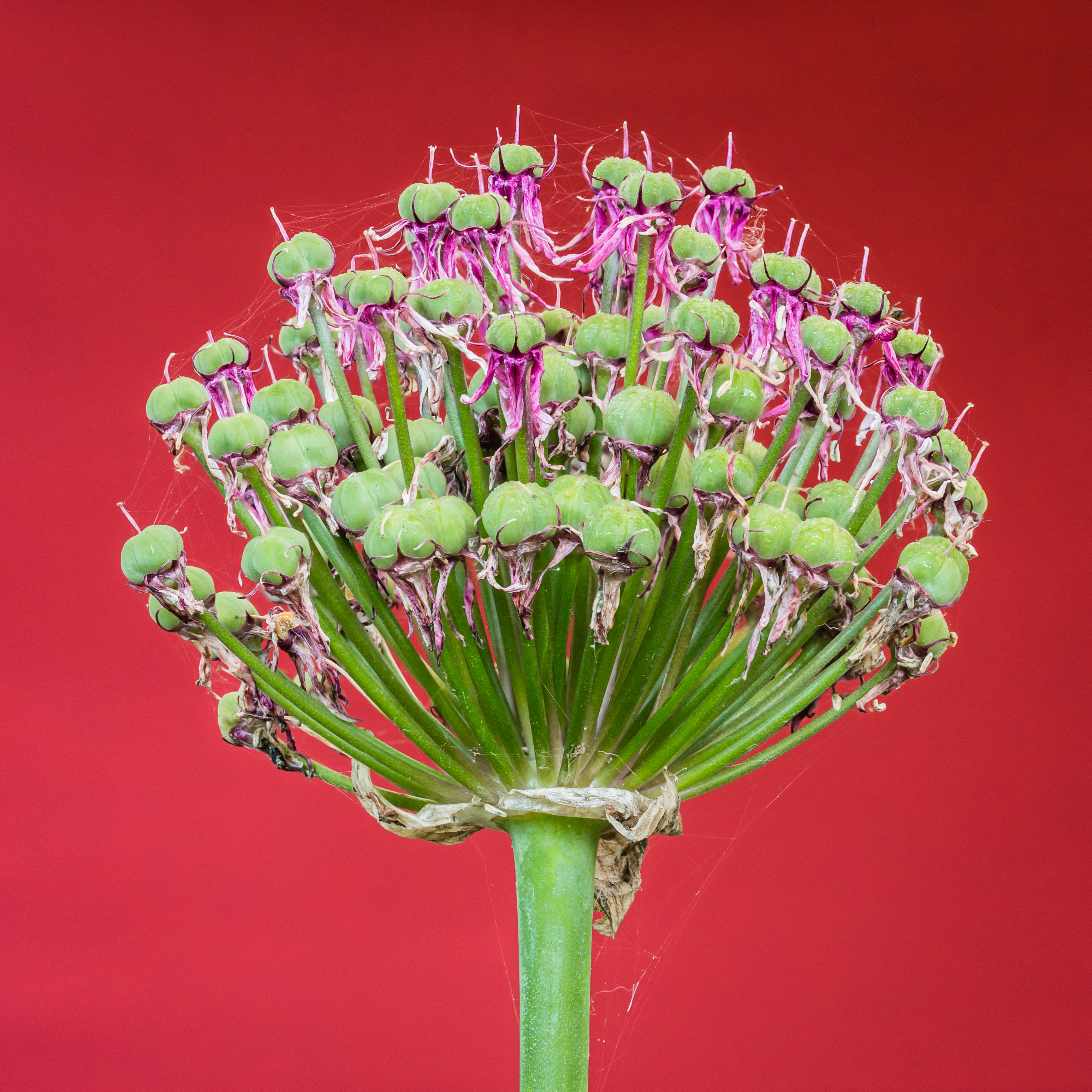
Fruits d'un bulbe ornemental d'allium en train de sécher
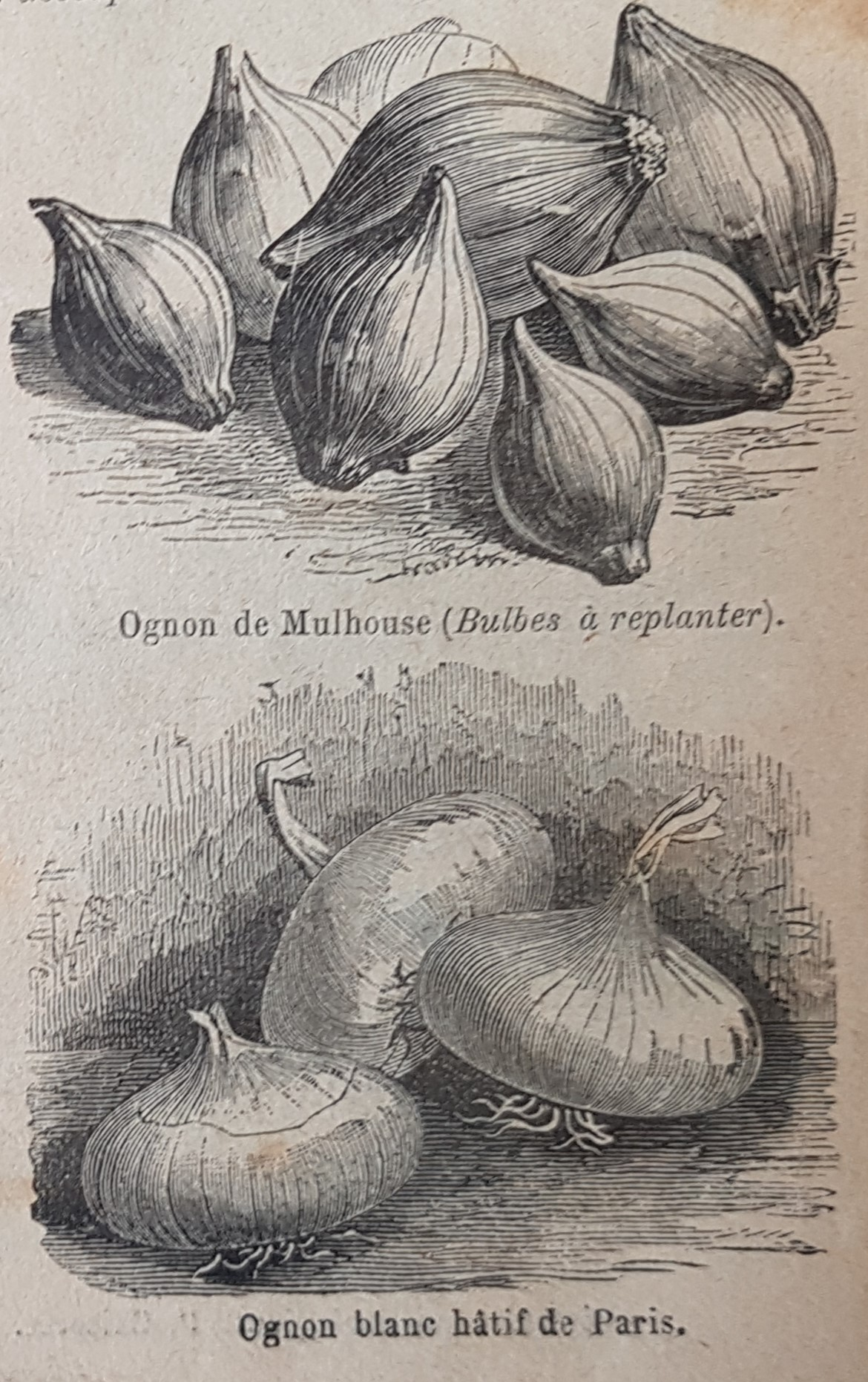
Bulbes à planter et ognons du catalogue Vilmorin 1900
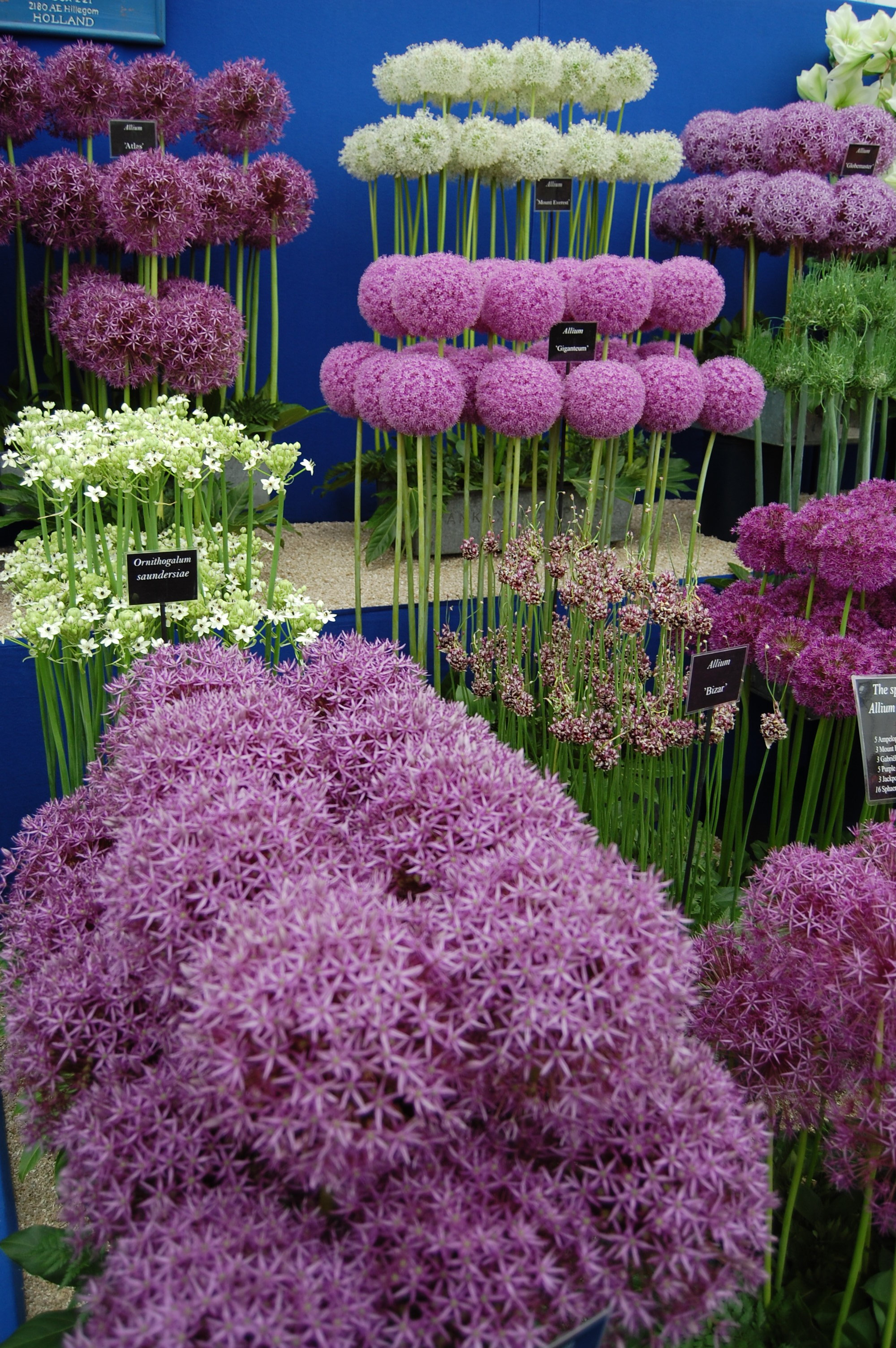
Présentation de cultivars'Alliums